# Zamarada ruandana
Zamarada ruandana là một loài bướm đêm trong họ Geometridae.